# سنيورية

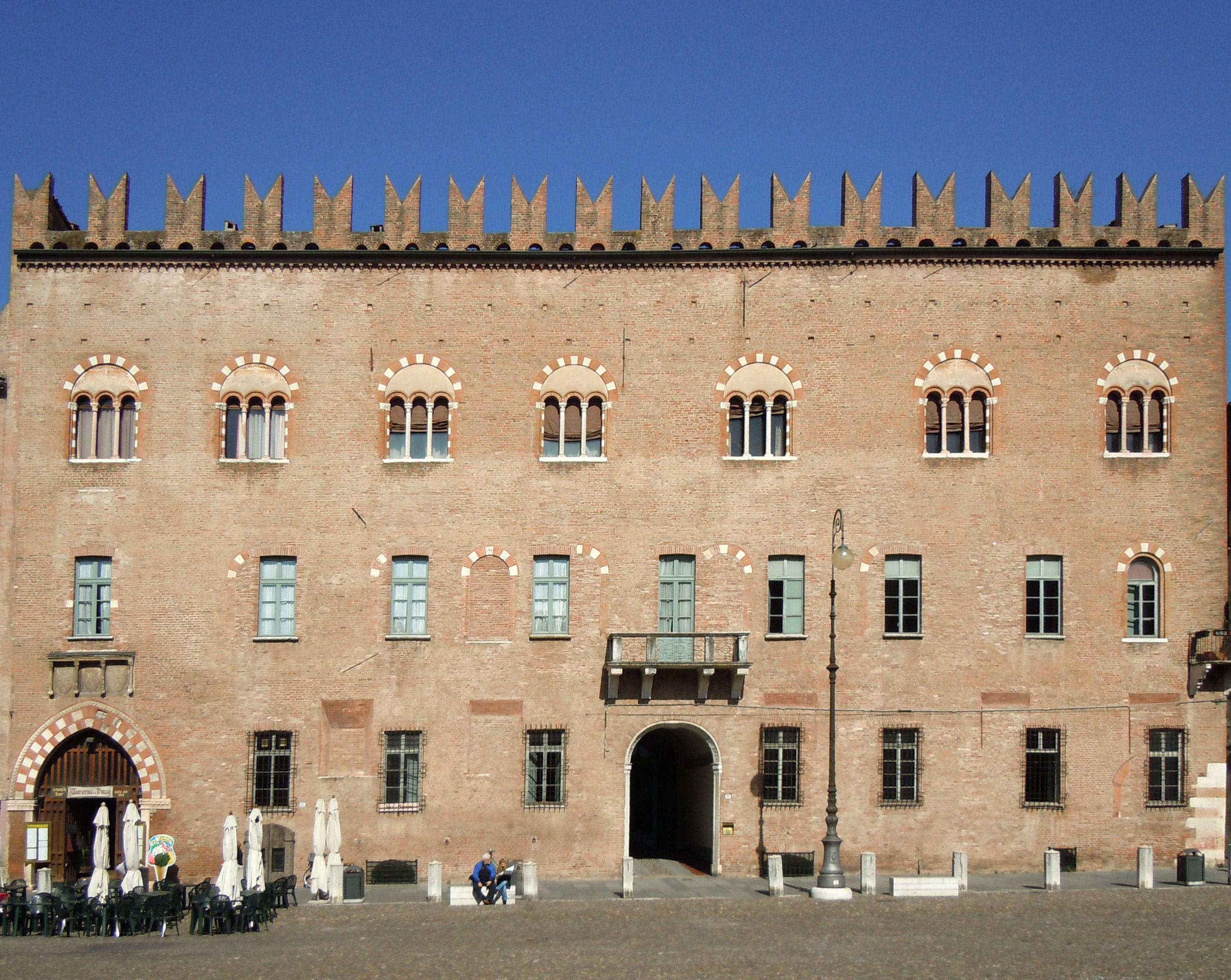

ترجع التسمية سنيورية إلى سنيوري أو السيد وتستخدم في هذا السياق تقريباً للدلالة على الحكومة أو سلطة الحكم أو السيادة بحكم الأمر الواقع التي وجدت في العديد من المدن الإيطالية خلال القرون الوسطى و عصر النهضة.